# Bivacco Francesco Arcioni
Das Bivacco Francesco Arcioni (auch Bivacco San Giovanni) ist eine unbewirtschaftete Schutzhütte in der Rocchetta-Gruppe den Gardaseebergen im Trentino. Sie gehört dem Ortsverein „San Giovanni“ in Biacesa. Die Hütte steht ganzjährig offen und ist in der Regel nur sonntags bewirtschaftet. Als Notschlafplätze stehen die Bänke und Tische in der Hütte zur Verfügung. Aus einer Zisterne kann Regenwasser geschöpft werden. Eine Feuerstelle mit Brennholz ist vorhanden. Trinkwasser muss selbst mitgebracht werden.

## Lage
Die Hütte liegt am nordöstlichen Rand des Val di Ledro auf einer Höhe von 858 m s.l.m. unterhalb der Südwand der Cima Rocca (1029 m s.l.m.). Etwa hundert Meter westlich der Hütte steht das Kirchlein San Giovanni Battista. Östlich des Biwaks liegt die Cima Capi, die von der Hütte über den Klettersteig Mario Foletti erreichbar ist. Von der Terrasse aus sind der Gardasee, der Monte Baldo mit dem Monte Altissimo di Nago sowie die südlich des Val di Ledro liegenden Cima Nodice, Cima Al Bal und Monte Carone zu sehen.

## Geschichte
Die Hütte wurde 1985 vom Ortsverein Biacesa an der Stelle einer ehemaligen Baracke aus dem Ersten Weltkrieg errichtet. Sie ist dem Leutnant der Finanzwache Francesco Arcioni gewidmet, der am 13. April 1916 beim Angriff auf die Cima Rocca den Tod fand und mit der Tapferkeitsmedaille in Silber ausgezeichnet wurde.

## Zugänge und Nachbarhütten
- Von Biacesa, 418 m ⊙ auf Weg 417 und 460 in 1 ½ Stunden
- Von Biacesa, 418 m auf Weg 471 in 1 Stunde und 20 Minuten
- Zur Capanna S. Barbara, 560 m ⊙ auf Weg 460bis, 417, 404 in 2 ½ Stunden
- Zum Rifugio Pernici, 1600 m ⊙ auf Weg 460bis, 417, 413 in 7 Stunden